# Oscar Vallejo Duarte
Oscar Willington Vallejo Duarte (Montevideo, Uruguay, 11 de febrero de 1976) es un exfutbolista uruguayo que perteneció a una destacada generación de jugadores de Peñarol, como Federico Magallanes, Nicolás Rotundo y Antonio Pacheco.

## Trayectoria
Comenzó el baby fútbol en Huracán del Cerro y continuó más adelante en Liverpool, pasando por selecciones de la Liga Atahualpa dos años consecutivos en 1987 y 1988.
En 1989 es fichado por Peñarol pasando por todas sus divisiones juveniles hasta 1993, donde en cuarta ya comienza a alternar en tercera y gracias a su desempeño logra participar en el plantel principal.

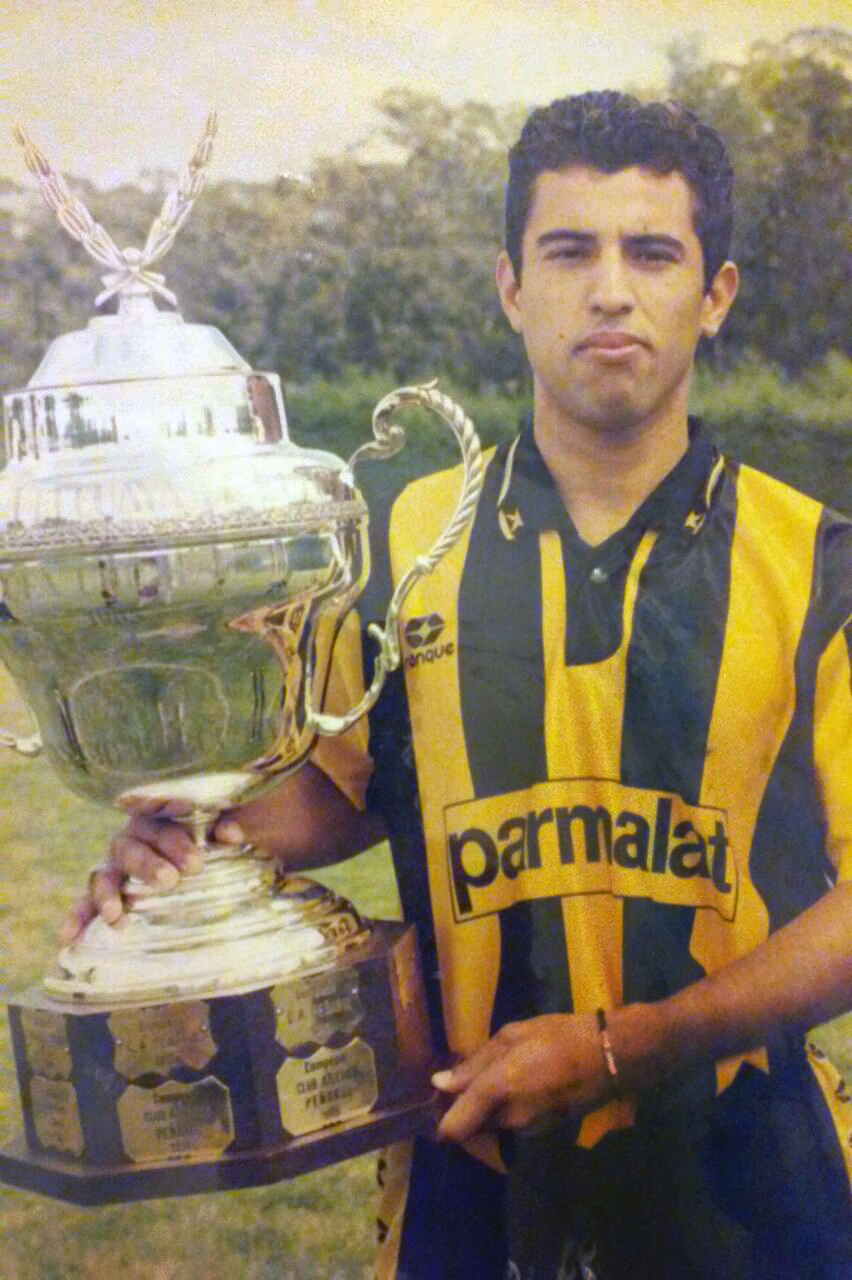
Vallejo con la copa del Campeonato 1995.

El 21 de septiembre de 1995 debuta en primera con Peñarol, equipo donde jugó 2 temporadas y con quien consigue salir campeón a manos de Gregorio Pérez primero y con Jorge Fossati después.
Para 1996 es cedido a Rampla Juniors donde jugó una temporada para luego pasar en 1998 nuevamente cedido al Q. Hai linfeng de la entonces llamada liga Jia-A, primera división de China, donde estuvo media temporada para pasar en el mismo año a jugar en el ya disuelto Tigrillos de la UANL de México en calidad de cedido.
Al año siguiente volvió a fichar por Rampla Juniors y fue su segundo pasaje por el club disputando dos temporadas con el rojiverde, precisamente durante el Campeonato Uruguayo de 1999, el 21 de septiembre en el encuentro por la fecha 10, Vallejo pasó a la historia de los clásicos entre Rampla y Cerro tras convertirle 3 goles en el partido que terminó 4 a 2, ganando Rampla y posicionando a Vallejo como el mayor goleador en un partido de la historia de los clásicos de la villa.
En el 2001 pasó a El Tanque Sisley donde jugó hasta el 2003, luego emigró a El Salvador más precisamente a Alianza donde disputó la temporada 2003-04 demostrando un gran desempeño y finalizando como el goleador del equipo en el torneo con 5 conquistas.
Al año siguiente volvió a Uruguay fichando por Progreso, tuvo un fugaz pasaje nuevamente a El Salvador, para jugar esta vez en San Salvador F. C. la temporada 2004/2005 logrando un buen nivel y quedando como goleador de su equipo con 6 goles. Al terminar el torneo rescinde el contrato y vuelve a su país.
A su regreso en 2006 Vallejo fichó por Peñarol, pase que nunca logró concretarse debido al fallecimiento de su padre, hecho que lo desmotivó y en gran medida anticipó su retiro del deporte.
En el año 2023 retoma la actividad volviendo a jugar en la AUF (Divisional D) con su equipo C.A Nuevo Casabó 

## Clubes
| Club             | País        | Año         |
| ---------------- | ----------- | ----------- |
| Peñarol          | Uruguay     | 1994 - 1996 |
| Rampla Juniors   | Uruguay     | 1996 - 1997 |
| Q. Hai linfeng   | China       | 1998        |
| Tigrillos UANL   | México      | 1998        |
| Rampla Juniors   | Uruguay     | 1999 - 2000 |
| El Tanque Sisley | Uruguay     | 2001 - 2003 |
| Alianza          | El Salvador | 2003 - 2004 |
| Progreso         | Uruguay     | 2004        |
| San Salvador     | El Salvador | 2004 - 2005 |

## Palmarés

### Campeonatos nacionales
| Título              | Club    | País    | Año  |
| ------------------- | ------- | ------- | ---- |
| Campeonato Uruguayo | Peñarol | Uruguay | 1994 |
| Campeonato Uruguayo | Peñarol | Uruguay | 1995 |

## Tripletes
| Lista de partidos en los que anotó tres o más goles | Lista de partidos en los que anotó tres o más goles | Lista de partidos en los que anotó tres o más goles | Lista de partidos en los que anotó tres o más goles | Lista de partidos en los que anotó tres o más goles | Lista de partidos en los que anotó tres o más goles | Lista de partidos en los que anotó tres o más goles |
| N.º                                                 | Fecha                                               | Estadio                                             | Partido                                             | Goles                                               | Resultado                                           | Competición                                         |
| --------------------------------------------------- | --------------------------------------------------- | --------------------------------------------------- | --------------------------------------------------- | --------------------------------------------------- | --------------------------------------------------- | --------------------------------------------------- |
| 1                                                   | 21 de septiembre de 1999                            | Estadio Centenario, Montevideo                      | Rampla Juniors - Cerro                              | Anotado · Anotado · Anotado                         | 4 - 2                                               | Primera División de Uruguay 1999                    |

### Distinciones individuales
En 2011 Vallejo junto a la mayoría de los integrantes de los planteles de Peñarol campeones del Quinquenio, entre otros destacados exfutbolistas de la institución, recibieron medallas de reconocimientos por haber pertenecido a tan destacada generación, logrando una hazaña que hasta el día de hoy se mantiene vigente.

### Actualidad
Actualmente es dueño del Club Atlético Nuevo Casabó (Divisional D)